# Catadoides vunindawa
Catadoides vunindawa är en fjärilsart som beskrevs av Robinson 1975. Catadoides vunindawa ingår i släktet Catadoides och familjen nattflyn. Inga underarter finns listade i Catalogue of Life.